# Monstercat
Monstercat (abans conegut com a Monstercat Media) és una discogràfica de música dance (en anglès EDM, Electronic Dance Music) de Vancouver, Canadà. Va ser fundada l'1 de juliol de 2011 per Mike Darlington (nascut el 1989) i Ari Paunonen (nascut el 1989/90), dos estudiants universitaris de Waterloo, Ontario. El canal de YouTube del segell, que va servir com a mitjà per promocionar els seus amics i la seva música, es va crear el mateix dia, i va començar un programa de pujada trisetmanal a l'octubre. Els joves estudiants van ser més tard els responsables de la creació dels àlbums recopilatoris uniformes del segell.
L'equip es va traslladar a les seves oficines actuals a Vancouver el 2012 després que Darlington i Paunonen acabessin l'escola.